# Répa (növénynemzetség)
A répa (Beta) a disznóparéjfélék (Amaranthaceae) családján belül a répaformák (Betoideae) alcsaládjának egyik nemzetsége.

## Fajai
A répa nemzetséget molekuláris genetikai vizsgálatok után az alábbi módon rendszerezik:
- Beta sect. Beta
  - Beta macrocarpa Guss. – nagygomolyú répa[1]
  - Beta vulgaris L.
    - Beta vulgaris subsp. adanensis
    - Beta vulgaris subsp. maritima (syn. Beta palonga R.K.Basu et K.K.Mukh.[4]) – tengeri répa[1]
    - Beta vulgaris subsp. orientalis – elő-indiai répa[1]
    - Beta vulgaris subsp. vulgaris – termesztett répa, (közönséges répa)[1]
- Beta sect. Corollinae
  - Beta corolliflora Zosimovic ex Buttler – szirmos répa[1]
  - Beta lomatogona Fisch. et C.A.Mey – kis-ázsiai répa[1]
  - Beta macrorhiza Steven – vaskosgyökerű répa[1]
  - Beta nana Boiss. et Heldr. – törpe répa, havasi répa[1]
  - Beta trigyna Waldst. et Kit. – hárombibés répa[1]

Egy Beta-fajnak bizonytalan maradt a rendszertani helye:
- Beta patula Aiton – Madeira-répa[1]

Három egykori Beta-fajt átsoroltak a Patellifolia nemzetségbe:
- Patellifolia patellaris (syn. Beta patellaris Moq. = terpedt répa[1])
- Patellifolia procumbens (syn. Beta procumbens C.Sm. ex Hornem. = heverő répa[1])
- Patellifolia webbiana (syn. Beta webbiana Moq. = Kanári-répa[1])

## A termesztett répa változatai
A termesztett répa (Beta vulgaris subsp. vulgaris) változatainak tekintik a következő növényeket:
- cékla (Beta vulgaris subsp. vulgaris var. conditiva)[1]
- cukorrépa (Beta vulgaris subsp. vulgaris var. altissima)[1]
- mangold (Beta vulgaris subsp. vulgaris var. cicla)[1]
- takarmányrépa (Beta vulgaris subsp. vulgaris var. crassa)[1]